# San José del Valle
San José del Valle è un comune spagnolo di 4 268 abitanti situato nella comunità autonoma dell'Andalusia.
 Fa parte della comarca di Campiña de Jerez.
Il comune venne creato nel 1996 scorporandolo da Jerez de la Frontera.